# Szürkefejű maki
A szürkefejű maki más néven galléros maki (Eulemur cinereiceps) az emlősök (Mammalia) osztályába, a főemlősök (Primates) rendjébe és a makifélék (Lemuridae) családjába tartozó faj.

## Előfordulása
Madagaszkár délkeleti részének esőerdeiben található meg.

## Megjelenése
Fejtesthossza 39–40 cm, farokhossza 50–55 cm. A hím szőrzete a hátán szürkésbarna, a farok és a hátsó lábak egy kissé sötétebbek, hasa világosszürke. A nőstény szőrzete vöröses. Az állat pofija hosszúkás. Névadó jellemzője a fehér pofija és sűrű szőrszálai.

## Életmódja
A szürkefejű maki éjjel-nappal aktív. Fán élő állat, ritkán merészkedik le a földre. Viszonylag nagy csoportokban él. Táplálékukat gyümölcsök, levelek, virágok, gombák és gerinctelenek alkotják.

## Természetvédelmi állapota
Élőhelyének elvesztése és a vadászat fenyegeti. Az IUCN vörös listáján a végveszélyben lévő kategóriában szerepel.

## Fordítás
- Ez a szócikk részben vagy egészben  a   Weißkragenmaki című német Wikipédia-szócikk fordításán alapul.  Az eredeti cikk szerkesztőit annak laptörténete sorolja fel. Ez a jelzés csupán a megfogalmazás eredetét és a szerzői jogokat jelzi, nem szolgál a cikkben szereplő információk forrásmegjelöléseként.